# معبد بن خالد الجدلي
معبد بن خالد بن ربيعة بن مرين العدواني الجدلي القيسي، أبو القاسم الكوفي القاص، تابعي وأحد راوة الحديث النبوي.

## سيرته
كان معبد بن خالد كثير العبادة كثير تلاوة القرآن، يقرأ في كل ليلة سبع القرآن أو أكثر. يروى أنه لم قدم عبد الملك بن مروان الكوفة، جلس يعرض أحياء العرب فتقدم إليه معبد وعشيرته، وقدموا إليه رجلا وسيما جسيما جميلا، وتأخر معبد - وكان دميما - فقال عبد الملك: من؟ فقال عدوان. فقال عبد الملك:
ثم أقبل على الجميل فقال: إيه. فقال: لا أدري. فقلت من خلفه:
قال: ثم تركني عبد الملك وأقبل على الجميل فقال: من يقول هذا؟ فقال: لا أدري. فقلت من خلفه: ذو الإصبع فأقبل على الجميل وقال: لم سمي ذو الإصبع؟ قال: لا أدري. قلت من خلفه: لأن حية عضت إصبعه فقطعها. فأقبل على الجميل
فقال: ما كان اسمه؟ فقال: لا أدري. فقلت من خلفه حرثان بن الحارث. فأقبل على الجميل فقال: من أيكم كان؟ قال: لا أدري. فقلت من خلفه: من بني ناج من الطويل
ثم أقبل على الجميل فقال: كم عطاؤك؟ فقال سبع مئة. فقال لي: في كم أنت؟ قلت: في ثلاث مئة. فأقبل على الكاتبين فقال: حطا من عطاء هذا أربع مئة وزيداها في عطاء هذا. فرجعت وأنا في سبع مئة وهو في ثلاث مئة.

## روايته للحديث النبوي
روى عن: جابر بن سمرة، وحارثة بن وهب الخزاعي، وأبيه خالد بن ربيعة الجدلي، وزيد بن عقبة الفزاري، وسواء الخزاعي، والطفيل بن جعدة ابن هبيرة المخزومي، وعبد الله بن شداد بن الهاد، وعبد الله بن يزيد الخطمي، وعبد الله بن يسار الجهني، وعبد الرحمن بن بشير بن أبي مسعود، وعنبسة بن أبي سفيان، والمستورد بن شداد، ومسروق بن الأجدع، والنعمان بن بشير، وأبي سريحة الغفاري، وأبي عبد الله الجدلي.
روى عنه: أبو شيبة إبراهيم بن عثمان العبسي، وإسحاق بن يحيى بن طلحة بن عبيد الله، وحجاج بن أرطاة، وداود بن يزيد الأودي، وسفيان الثوري، وسليمان الأعمش، وشعبة بن الحجاج، وعاصم بن بهدلة، وعبد الرحمن بن عبد الله المسعودي، ومسعر بن كدام، ومغيرة بن مقسم الضبي.

## أقوال العلماء فيه
- قال يحيى بن معين: ثقة.
- وقال العجلي: كوفي، تابعي، ثقة.[4]
- وقالم أبو حاتم الرازي: صدوق.[5]
- وقال ابن حبان: كان عابدا صابرا على التهجد يصلي الغداة والعشاء بوضوء واحد.
- وقال ابن حجر العسقلاني: ثقة عابد.[6]